# نمودار احتمال–احتمال

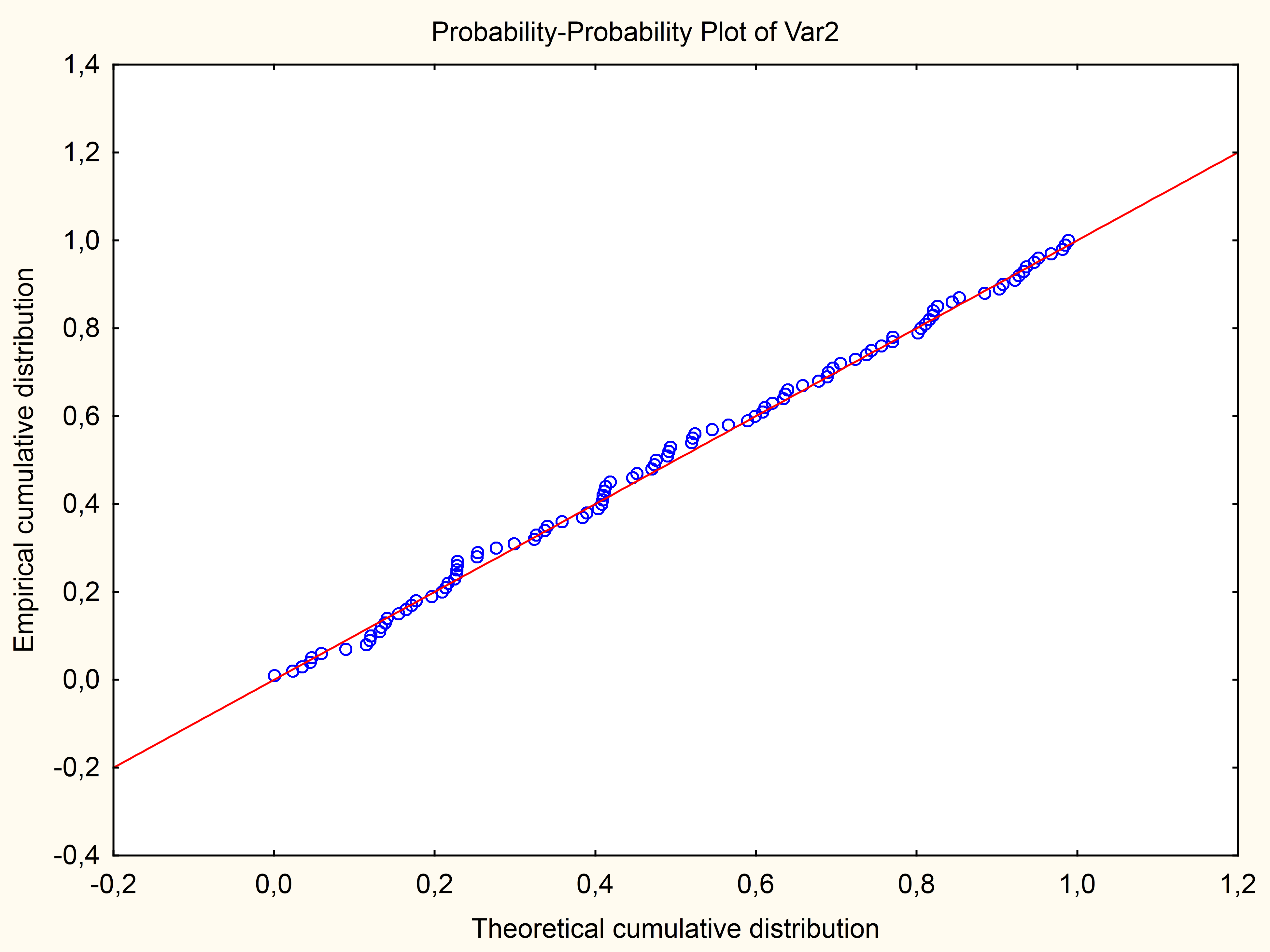
نمونه‌ای از نمودار P-P که در آن توزیع تجمعی تجربی یک مجموعه‌داده، در برابر توزیع تجمعی نظری همان مجموعه ترسیم شده است.

در آمار، نمودار P-P (نمودار احتمال-احتمال یا نمودار درصد-درصد یا نمودار مفدار P ) یک نمودار احتمال برای ارزیابی میزان تجانس و همبستگی دو مجموعه داده است که دو تابع توزیع تجمعی را در برابر یکدیگر ترسیم می‌کند. نمودارهای P-P به طور گسترده‌ای برای ارزیابی چولگی یک توزیع استفاده می شود.
نمودار Q-Q بطور گسترده‌تری مورد استفاده قرار می‌گیرد، اما هر دو به عنوان نمودار «احتمال» نامیده می‌شوند و اساسا ممکن است که با یکدیگر اشتباه گرفته شوند.